# 장하오저
장하오저(중국어 정체자: 張鎬哲, 간체자: 张镐哲, 병음: Zhāng Hàozhé, 한자음: 장호철, 1962년 1월 12일~)는 대한민국 태생 중화민국의 가수, 작사가, 배우이다.

## 생애

### 어린 시절
대한민국 국적의 아버지, 어머니 사이에서 슬하 4남 4녀 중 4남이자 7번째로 대한민국 전라남도 광주에서 출생하였고 지난날 한때 전라남도 광양에서 잠시 유아기를 보낸 적이 있으며 그 후 서울에서 성장하였다.

### 주요 경력
- 1979년 3월, 대한민국 서울에서 창극 《적벽가》로 창극배우 첫 데뷔.
- 1980년 7월, 대한민국 국적을 포기하고 중화민국 타이완 국적 취득하여 중화민국 타이완에 역귀화(逆歸化).
- 1981년 3월, 대한민국 서울에서 연극 《위·촉·오 삼국 황제, 그리고 촉 제국 황제의 두 의형제》로 연극배우 데뷔.
- 1982년 1월, 중화민국 타이완에 역유학(逆留學) 이후 중화민국에 정주.
- 1986년 3월, 중화민국 타이완에서 뮤지컬 《Porgy and Bess》의 주연으로 뮤지컬배우 데뷔.
- 1989년 2월, 중화민국 타이완에서 가수 데뷔.
- 1990년 3월, 중화민국 타이완 TTV 텔레비전 드라마에 첫 출연.

## 출연작

### 창극
- 1979년 《적벽가》 ... 유선 황자 역(단역)

### 연극
- 1981년 《위·촉·오 삼국 황제, 그리고 촉 제국 황제의 두 의형제》 ... 장포 공자 역(단역)

### 뮤지컬
- 1986년 《Porgy and Bess》 ... Porgy 역(남자 주인공)

### TV 프로그램
- 1993년 《대한민국 KBS 밤으로 가는 쇼》 ... (게스트)

## 디스코그래피

### 정규 앨범
- 1989년 《장하오저 1집》

## 학력
- 대한민국 서울외국인학교 졸업
- 중화민국 타이완 중국 원화 대학교 중어중문학과 학사
- 국립 중화민국 타이완 대학교 대학원 정치학과 정치학 석사